# Бурлак
Бурла́к (в мн. ч. бурлаци) е наемен работник в речния транспорт на Русия в периода XVI век – началото на XX век.
Бурлаци, вървейки по брега (по т. нар. бечевник – път покрай река или канал), теглят срещу течението с помощта на въжета речен съд по някоя от големите руски реки. В периода XVIII-XIX век основният вид плавателен съд, теглен от бурлаците, е т. нар. расшива – речен платноход с товароподемност до 400 – 480 тона. Такъв кораб например теглят бурлаците на прочутата картина на Иля Репин „Бурлаки на Волге“.
Бурлашкият труд е сезонен – през пролетта и през есента. За успешното общо изпълнение на задачата си бурлаците се обединяват в артели. Трудът на бурлаците е крайно тежък и монотонен, а резултатът от него всеки път зависи от силата и посоката на вятъра – попътен или насрещен. С цел да се подкрепят при изпълнението на задачата си при насрещен силен вятър, бурлаците често пеели свои песни, създавайки своеобразен фолклор.